# Гонсалес Перес, Томас
Томас Гонсалес Перес (исп. Tomás González Pérez; род. 29 декабря 1938, Санта-Клара, Куба — 13 апреля 2008, Гавана, Куба) — кубинский писатель, драматург, сценарист, театральный актёр и режиссёр, певец и художник.

## Биография
Томас Гонсалес-Перес родился в Санта-Кларе 13 апреля 1938 года. В 1954—1957 годах обучался живописи в Художественной школе Леопольдо Романьяха. В 1956—1959 годах в обычной педагогической школе в Санта-Кларе. В 1959—1960 годах обучался на театральном факультете Центрального университета Санта-Клары. В юности пел в кабаре, играл в любительском театре и выступал по радио со своей музыкальной группой «Томми Роккетс». После Кубинской революции основал экспериментальный театр в родном городе.
Выиграл Премию государственного театра Кубы в номинации сельский театр и получил стипендию на обучение в театральном училище под руководством аргентинского драматурга Освальдо Драгуна, где учился с 1960 по 1964 год. В то время в училище преподавали мексиканский драматург Луиса Хосефина Эрнандес, уругвайский театральный режиссёр Уго Уливе, кубинский музыковед Мария Тереса Линарес, кубинский писатель Алехо Карпентьер и многие другие известные деятели культуры.
В 1965 году получил место профессора танца в Школе современного танца и фольклора при Национальной школе искусств. В том же году поступил на работу в качестве драматурга в отдел мультипликации Института киноискусства и производства — ICAIC, где писал сценарии и преподавал курс теории драмы. На протяжении многих лет проводил семинары по драматургии для инструкторов искусств по всему острову.
В 1968 году был одним из основателей экспериментальной театральной Группы двенадцати. Позднее написал сценарии для фильмов «В некотором смысле» Сары Гомес и «Тайная вечеря» Томаса Гутьерреса Алеа. В 1984 году окончил со степенью бакалавра драматургии и театроведения Кубинский Высший институт искусств. Его дипломная работа «Бред и видения Хосе Хасинто Миланеса» получила самую высокую оценку и позднее получила литературную премию Союза писателей и художников Кубы в номинации драма.
В качестве приглашённого профессора преподавал в Кубинском Высшем институте искусств. Затем некоторое время выступал в качестве певца и композитора, после чего вернулся в театр с премьерой своей пьесы «Закулисные игры». Он также был театральным советником Кубинского государственного фольклорного союза. При союзе им была основана театральная группа Театр 5.
В 1993 году театральные курсы, которые он вёл всё при том же союзе были переформированы в Международную театральную школу стран Латинской Америки и Карибского бассейна (EITALC).
В 1990-х годах вёл семинары на Канарских островах, в Испании, где основал частную академию актерского мастерства. В 1997 году был приглашен на Международный театральный фестиваль в Вальядолиде. Затем его пригласили в Смит-колледж в университете Массачусетса, где он прочитал цикл лекций.
В 2001 году написал сценарий и снял шоу «Ритм», который был представлен на Биеннале де фламенко (2001). Принимал участие в различных международных фестивалях в Испании, Португалии и Бразилии. Так же провёл несколько выставок собственных картин. Он умер в апреле 2008 года в Гаване.